# نووه هرادی (ناحیه چسکه بودیوویتسه)
نووه هرادی (ناحیه چسکه بودیوویتسه) (به چکی: Nové Hrady) یک منطقهٔ مسکونی در جمهوری چک است که در شهرستان چسکه بودیوویتسه واقع شده‌است. نووه هرادی ۲٬۵۹۱ نفر جمعیت دارد.